# Torymus cerri
Torymus cerri är en stekelart som först beskrevs av Mayr 1874.  Torymus cerri ingår i släktet Torymus och familjen gallglanssteklar. Inga underarter finns listade i Catalogue of Life.